# Orestias taquiri
Orestias taquiri är en fiskart som beskrevs av Tchernavin, 1944. Orestias taquiri ingår i släktet Orestias och familjen Cyprinodontidae. Inga underarter finns listade i Catalogue of Life.